# 進友会
進友会（しんゆうかい）とは、長野県にある男子綱引チームである。
全日本選抜綱引大会で、2005年からの9連覇を果たし、全日本綱引選手権大会でも7回の優勝を誇る強豪である。

## 主な獲得タイトル
- アジア綱引選手権大会 優勝 1回（2006年）
- 全日本綱引選手権大会 優勝 7回（2005-2006年、2009-2010年、2012-2013年、2015年）
- 全日本選抜綱引大会 優勝 9回（2005-2013年）

以上、計17回は全国男子チーム中第2位（金沢レスキュー隊の18回に次ぐ）である。